# Brenthis cadmeis
Brenthis cadmeis är en fjärilsart som beskrevs av Cabeau 1922. Brenthis cadmeis ingår i släktet Brenthis och familjen praktfjärilar. Inga underarter finns listade i Catalogue of Life.